# رونکیس
رونکیس (به ایتالیایی: Ronchis) یک کومونه در ایتالیا است که در استان اودینه واقع شده‌است.

## خصوصیات
رونکیس ۱۸٫۵ کیلومترمربع مساحت و ۲٬۰۱۹ نفر جمعیت دارد و ۱۵ متر بالاتر از سطح دریا واقع شده‌است.